# بیلی دریکات
بیلی دریکات (انگلیسی: Billy Draycott؛ زادهٔ ۱۵ فوریهٔ ۱۸۶۹) یک بازیکن فوتبال است. 
از باشگاه‌هایی که در آن بازی کرده‌است می‌توان به باشگاه فوتبال استوک سیتی، باشگاه فوتبال بریستول سیتی، و باشگاه فوتبال بریستول راورز اشاره کرد.